# Polyipnus inermis
Polyipnus inermis är en fiskart som beskrevs av Borodulina, 1981. Polyipnus inermis ingår i släktet Polyipnus och familjen pärlemorfiskar. Inga underarter finns listade i Catalogue of Life.